# 린 레이드 뱅크스
린 레이드 뱅크스(Lynne Reid Banks, 1929년 7월 31일 ~ 2024년 4월 4일)는 1,500만 부 이상 판매되었으며 영화로 성공적으로 각색된 "The Indian in the Cupboard"를 포함하여 어린이 및 성인을 위한 책을 쓴 영국 작가이다. 1960년에 출간된 그녀의 첫 소설 『L자형 방』은 즉각적이고 지속적인 베스트셀러였다. 나중에 같은 이름의 영화로 제작되어 "The Backward Shadow"와 "Two is Lonely"라는 두 개의 속편으로 이어졌다. 뱅크스는 또한 "Dark Quartet"이라는 제목의 브론테가의 전기와 샬럿 브론테의 속편인 "Path to the Silent Country"를 썼다.